# International Blues Family – After Blues!
International Blues Family - After Blues! – koncertowy album muzyczny polskiego zespołu After Blues, który tworzyli gitarzyści Leszek Piłat i Waldemar Baranowski.
Nagrań na LP dokonano 8 i 9 czerwca 1987 podczas występów zespołu w Centrum Kultury Studentów Pomorskiej Akademii Medycznej "Trans" w Szczecinie. Razem z polskimi gitarzystami grali wtedy: niemiecki gitarzysta bluesowy Todor Todorovic (jego rodzice pochodzili z Jugosławii) i grający na harmonijce Thomas Feldman. LP został wydany w 1988 przez Polskie Nagrania „Muza”.

## Muzycy
- Todor "Toscho" Todorovič – gitara, śpiew (A1-3, B4)
- Thomas Feldman – harmonijka ustna
- Leszek Piłat – gitara basowa, perkusja, śpiew (B1-3)
- Waldemar Baranowski – gitara elektryczna, instrumenty perkusyjne

## Lista utworów
Strona A
| 1. | "It's Nice" (T. Todorowič – T. Todorowič)      | 7:07  |
|    |                                                |       |
| 2. | "Far Away" (T. Todorowič – T. Todorowič)       | 4:11  |
|    |                                                |       |
| 3. | "Drinking Blues" (T. Todorowič – T. Todorowič) | 7:46  |
|    |                                                |       |
|    |                                                | 19:04 |
|    |                                                |       |
Strona B
| 1. | "O.K. Friend" (W. Baranowski – S. Kaczmarek) | 4:08  |
|    |                                              |       |
| 2. | "Go Go Johny" (L. Piłat – S. Kaczmarek)      | 4:36  |
|    |                                              |       |
| 3. | "Long Go Midnight" (John Mayall – J. Mayall) | 6:30  |
|    |                                              |       |
| 4. | "Kansas City" (mel. trad.)                   | 5:25  |
|    |                                              |       |
|    |                                              | 20:39 |
|    |                                              |       |

## Informacje uzupełniające
- Realizacja nagrań – Andrzej Puczyński, Bogusław Radziak, Wojciech Bartz
- Zdjęcia – A. Krzywkowski
- Projekt graficzny okładki – Leszek Rudnicki
- Łączny czas nagrań – 39:43